# Björkgölen
Björkgölen är en sjö i Ronneby kommun i Blekinge och ingår i Nättrabyån-Ronnebyåns kustområde. Sjön är 2,3 meter djup, har en yta på 0,049 kvadratkilometer och är belägen 63 meter över havet.